# كيربال سبيس بروجرام
كيربال سبيس بروجرم (بالإنجليزية: Kerbal Space Program)‏ هي لعبة فيديو تقمص أدوار من منظور شخص ثالث (غير مجانية) أُنتجت عام 2009 كأول إصدار حقيقي من قبل فريق يحّمل اسم اللعبة (كيربال سبيس بروقرام) تابع لشركة ألعاب محلية تُسمي squad وهناك النسخة 1.0.5 التي أنتجت عام 2015

## نظام اللعب
يقوم اللاعب في تلّك اللعبة بالتحكم بوكالة فضاء خاصة تسمى حسب المسمى المُعطى لها، في بداية الأمر هناك 7 مبانّ رئيسية وأساسية بالوكالة للتحكم برحلات الفضاء وإدارة المهمات المسجلة ضمن نظام البرمجة، تكون تلك الوكالة موجودة على كوكب الأرض المسمى في تلك اللعبة (kerbin) ومهمتك كـ مدير لتلك الوكالة هي الوصول إلى كافة الكواكب الموجودة داخل النظام الشمسي الموجود بتلك اللعبة.
يوجد باللعبة نظام كما النظام الشمسي الحقيقي ولكن بمسميات و اشكال مختلفة يتناسق كالأتى:
| صورة | وصف           |
| ---- | ------------- |
|      | الشمس(Kerbol) |
|      | عطارد(Moho)   |
|      | الزهرة(Eve)   |
|      | الارض(Kerbin) |
|      | المريخ(Duna)  |
|      | المشتري(Joo)  |

لكل كوكبً بتلك اللعبة أقمار تتناسق مع عددها بالمعدل الطبيعي الحالى للمجموعة الشمسية الحقيقية لتصبح بذلك لعبة محاكاة جيدة.

## نظام البناء
في اللعبة يمكنك كـ مدير لتلك الوكالة ببناء الصاروخ المتناسق مع المهمة المطلوبة فمثلاً يمكن بناء صاروخ للخروج من الغلاف الجوي للدوران حول الأرض، كما أن هناك عملة رمزية تسمى (funds) وهي (بلا شحن خارجي) يمكن تجميعها عبر الرحلات على المدى الطويل التي تقوم بها عبر وكالتك، وهناك وحدات مختلفة يمكن وضعها على مجسم الصاروخ وتنقسم للرحلات القريبة والبعيدة من مركز الكوكب في تلك اللعبة، وكذلك الكثير من مقصورات القيادة التي تتقدم بتقدم الرحلات وتأخر مدى دخولها للغلاف الجوي للأرض على المدى الطويل.

## أنظمة الدفع الصاروخية
كما في صواريخ الفضاء الواقعية هناك أنظمة دفع مقسمة داخل اللعبة حسب المهمة المطلوبة أو بعد - قرب الكوكب المطلوب الذهاب إلية فلكياً، وهناك صواريخ دفع أرضية وهي خاصة لرفع صاروخك من الأرض إلى خارج الغلاف الجوي أو إلى مدار قصير المدى حول كوكب الأرض، وكذلك يوجد صواريخ دفع فضائية تنقسم لعدة فئات وهي خاصة لدفع المجسمات والصواريخ بسرعة قليلة في الفضاء على المدى البعيد.

## دقة اللعب الفلكية
هدف اللعبة إنشاء طور لاعب اندماجي واقعي بحيث تكون اللعبة ذات واقعية أكبر ليدخل اللاعب ويندمج في تلك اللعبة لهذا وضع فريق اللعبة مقادير فيزيائية فلكية لكل كوكب بتلك اللعبة تتماشي مع مقادير كواكب المجموعة الشمسية مثل (سرعة دوران الكوكب حول الشمس - بُعد الكوكب عن الشمس - كتلة الكوكب - وجود غلاف جوي - وجود أقمار إلخ...)

## وصلات خارجية
- كيربال سبيس بروجرام على موقع IMDb (الإنجليزية)

- kerbal about - عن كيربال رسمياً
- igdp
- kerbal coming to ps4